# Антоний (митрополит Галицкий)
Митрополит Антоний — митрополит Галицкий (1371 — около 1376).

## Общие сведения
В 1370 году, незадолго до смерти (5 ноября 1370 года), польский король Казимир написал патриарху Филофею послание, в котором просил рукоположить в митрополиты Галицкие епископа Антония. В мае 1371 года было выдано подписанное патриархом Филофеем соборное определение, которым епископу Антонию препоручалась митрополия Галицкая с холмской, туровской, перемышльской и владимирской епархиями. Антоний должен был поставить епископов в Холм, Туров, Перемышль и Владимир при содействии митрополита Угровлахийского (митрополия Угровлахии с центром в Аржеше была преобразована в 1359 году).
В 1375 году, в связи с поручением папы Григория XI архиепископу Краковскому назначить латинских епископов в Галич, Перемышль, Владимир-Волынский, Холм и сместить «епископов-схизматиков», которые, «как говорят, там находятся» митрополит Антоний был принужден покинуть Галич и перенести оттуда свою резиденцию.
Антоний перестал исполнять митрополичьи обязанности к 1377 году, так как в 1376 или 1377 году епископа на Владимиро-Волынскую кафедру посвящал митрополит Литвы и Малой Руси Киприан.
В 1381 году патриарх Нил назначил нового митрополита Галицкого (его имя неизвестно).